# Niko Apel
Niko Apel (* 1978 in Frankfurt am Main) ist ein deutscher Regisseur und Drehbuchautor.

## Leben
Niko Apel wurde 1978 als Sohn von Heino Apel, einem promovierten Ökonomen, und dessen Frau Ingrid Apel in Frankfurt am Main geboren; sein Stiefvater ist der Politiker Daniel Cohn-Bendit. In seiner Jugend arbeitete er bereits als Filmvorführer. Er leistete 1999 seinen Zivildienst ab. Danach arbeitete er für Filmproduktionen in Paris und Berlin. Von 2002 bis 2007 studierte er Dokumentarfilmregie an der Filmakademie Baden-Württemberg in Ludwigsburg.
Sein Film A Play for Freedom wurde 2013 beim Edinburgh International Film Festival aufgeführt.

## Auszeichnungen
- 2008: First Steps – Der deutsche Nachwuchspreis für den Film Sonbol[4]
- 2009: Grimme-Preis für den Film Sonbol[4]
- 2013: Gewinner des Wettbewerbs des Lichter Filmfest Frankfurt International[5]

## Filmografie
- 2001: Genova città aperta
- 2002: If Dogs Run Free
- 2003: Prime Time
- 2004: Gülay
- 2005: Pake
- 2007: Sonbol – Rallye durch den Gottesstaat
- 2007: Endstation Stammheim
- 2011: Von Kindern
- 2012: Freispielen (A Play for Freedom)
- 2014: On the road with Sókrates
- 2018: Von Muslim zu Muslim
- 2020: Wir sind alle deutsche Juden (Nous sommes tous juifs allemands)[6]